# La bohemia (Bouguereau)
La bohemia es una pintura de William-Adolphe Bouguereau completada en 1890. Describe a una joven muchacha descalza sentada en un banco de hormigón en la orilla sur del Sena frente a Notre Dame de París, que descansa con un violín en su regazo. Rodea el instrumento con los brazos, con las manos delante con los dedos cruzados. Se cubre con un mantón granate y verde, sobre un humilde vestido gris hasta los tobillos. El arco del violín está por debajo de la caja. A su derecha, un arce.
La modelo empleada por Bouguereau aparece en otras pinturas suyas, incluyendo La Pastora.
Fue propiedad del Instituto de Artes de Minneapolis hasta 2004 cuando fue subastado por Christie's para beneficiar el fondo de adquisición.